# Timjanspetsvivel
Timjanspetsvivel (Squamapion atomarium) är en art i insektsordningen skalbaggar som tillhör familjen spetsvivlar.

## Kännetecken
Timjanspetsviveln är en av de minsta vivlarna i Sverige, med en kroppslängd på endast 1,1 till 1,7 millimeter. Dess snyte är lätt krökt och ryggskölden är väl välvd. Grundfärgen på kroppen är svart, men ovansidan har en fin behåring som gör att den ser något gråaktig ut.

## Utbredning
Timjanspetsviveln finns i Europa och i centrala Asien. I Sverige har den hittats i Skåne, Blekinge, Halland, Småland och Uppland, samt på Öland och Gotland.

### Status
I Sverige är timjanspetsviveln klassad som missgynnad. Dess nuvarande förekomst är delvis osäker, men dess utbredning minskar sannolikt på fastlandet medan den ännu är allmän på Öland. Det största hotet mot arten är habitatförlust, genom igenväxning.

## Levnadssätt
Timjanspetsviveln har specialiserade födokrav och lever enbart på olika arter av timjan. I Sverige kan den hittas som larv under sommaren och som imago under sensommar och höst, på backtimjan i soliga och torra områden med låg vegetation. Naturbetesmarker på mager jord är exempel på sådana områden och upphörande bete av dessa påverkar arten negativt.